# Catedral de Alejandro Nevski de Nizhni Nóvgorod
La catedral de Alejandro Nevski (del ruso: Собор Святого Александра Невского) es una iglesia ortodoxa rusa de la catedral en el área Kanávinski de Nizhni Nóvgorod. La catedral se encuentra en el antiguo territorio de la Feria de Nizhni Nóvgorod. Es uno de los símbolos no oficiales de Nizhni Nóvgorod, junto con la Torre Dmitróvskaia del Kremlin, la escalera Chkálov y la feria.
La construcción principal de la catedral comenzó el 18 de agosto de 1868 y duró 13 años, el trabajo interno continuó hasta 1881. 20 de julio de, 1881 fue construido y fue consagrada solemnemente en presencia del emperador Alejandro III, su esposa María Fiódorovna y el zarevich Nicolás. La altura del templo es de 87 metros.
La estación de metro más cercana es Strelka .

## Periodo soviético
En 1929 se cerró la catedral, se confiscaron objetos de valor, y en el invierno de 1930, según la decisión de la Flotilla del Volga, se permitió el uso de iconostasias y todas las decoraciones de madera de la catedral para calentar casas locales. Más tarde el edificio de la catedral existía como un almacén y en parte como una vivienda. Por la catedral se agregaron numerosas dependencias y varias oficinas. En el sótano del templo había bodegas. Durante la Segunda Guerra Mundial, una batería antiaérea fue instalada en la cúpula central desmontada de la catedral, protegiendo el cielo de Gorki de los ataques de la Luftwaffe.

## Galería

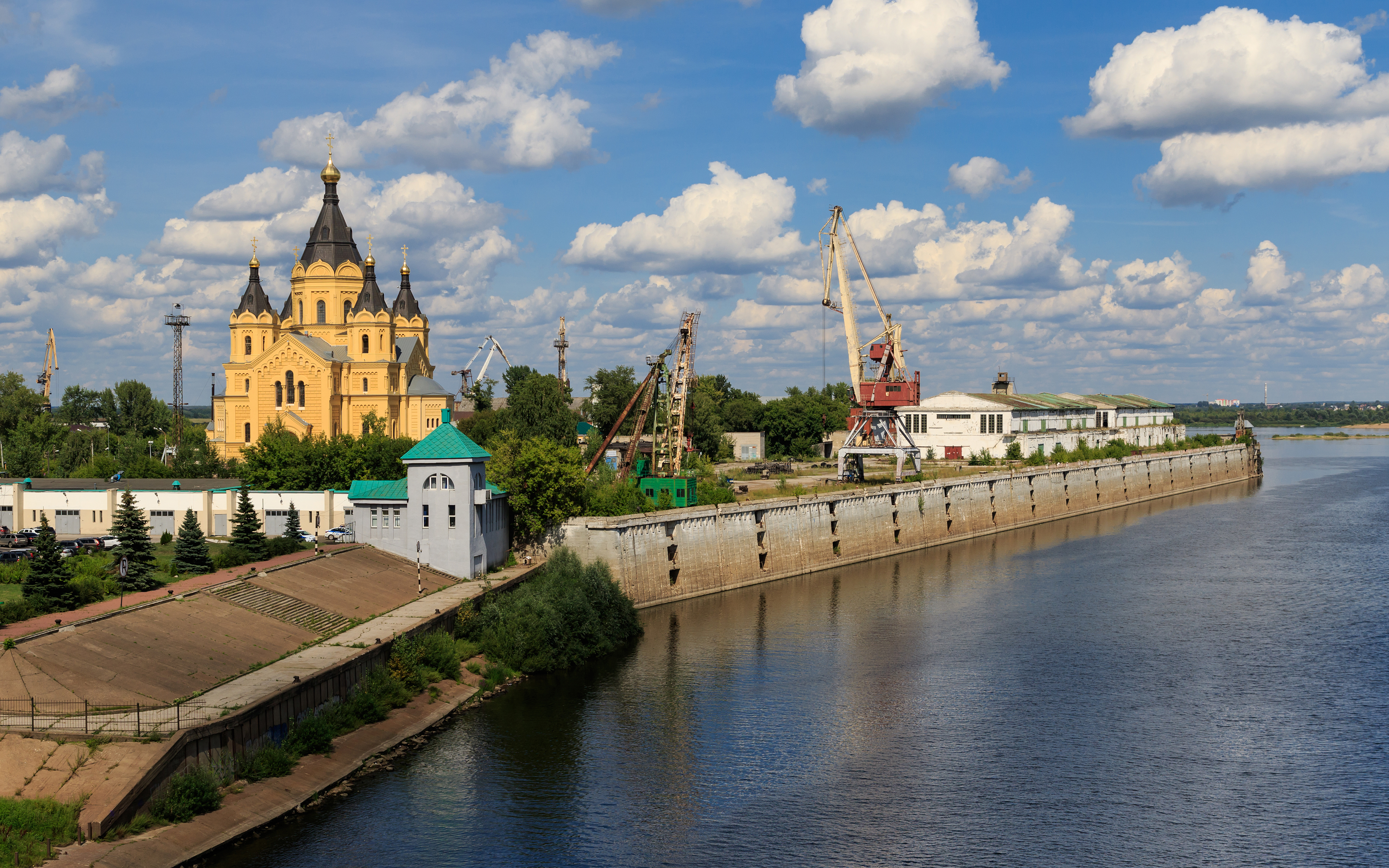
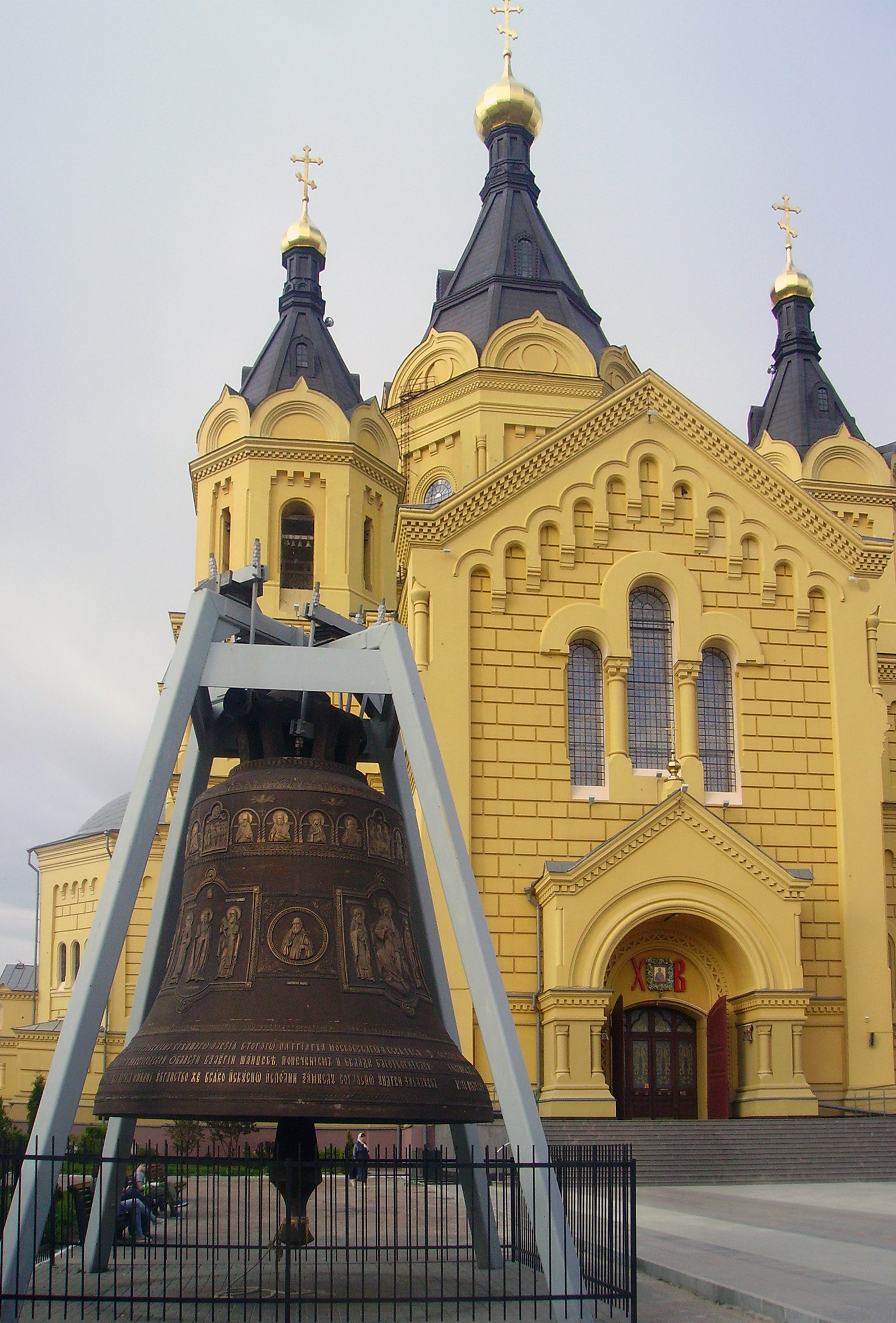
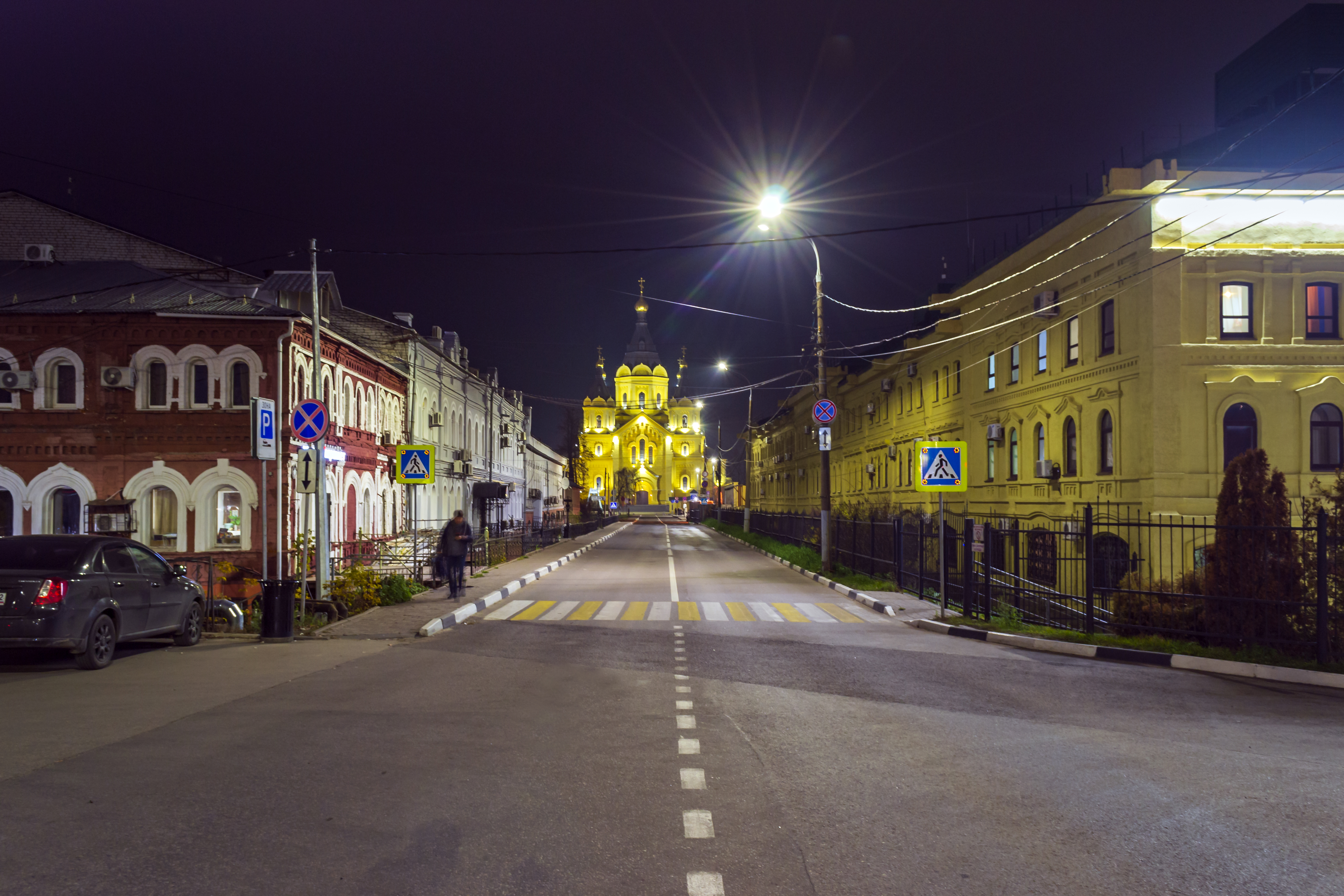
Calle Strelka
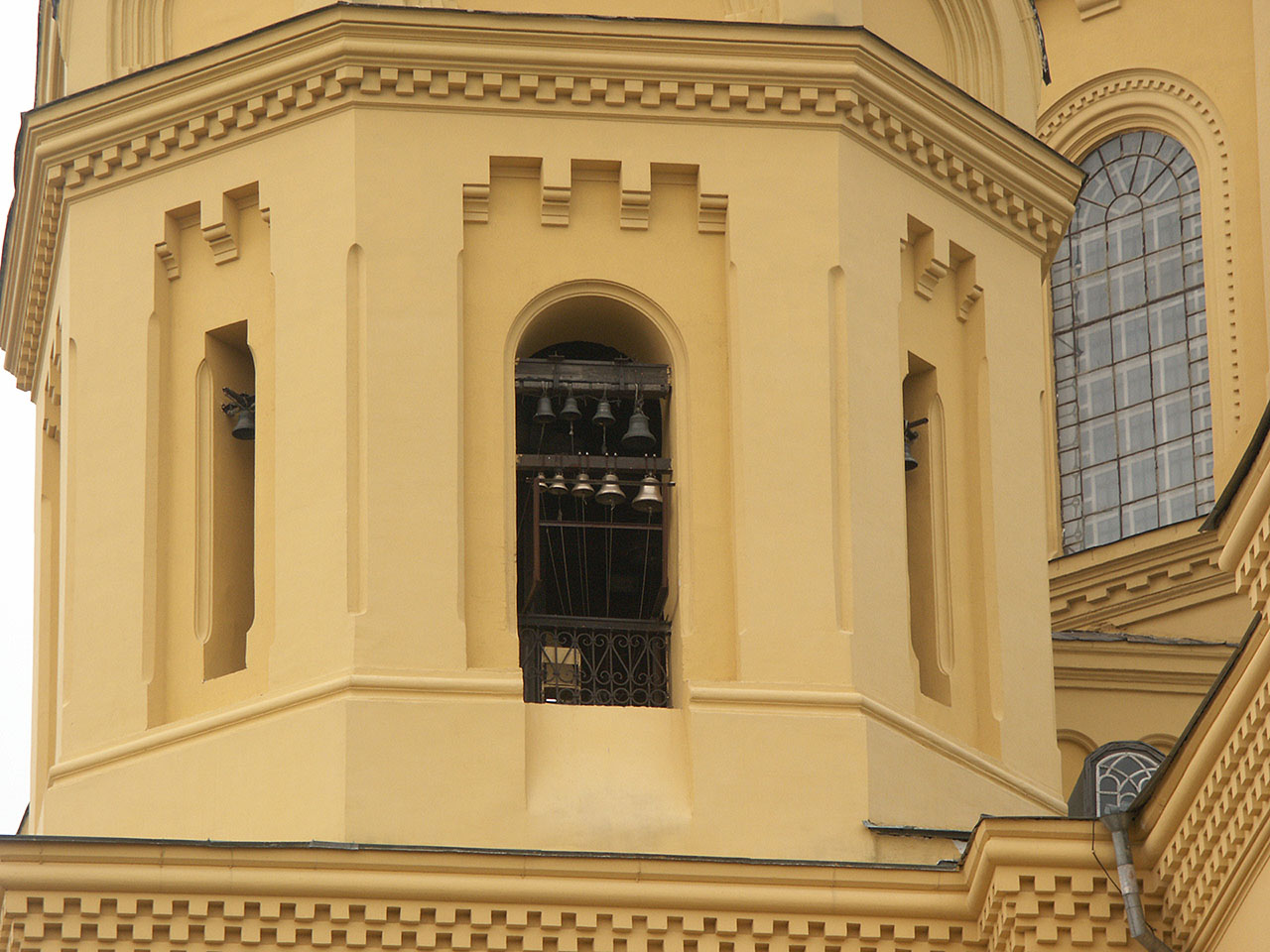
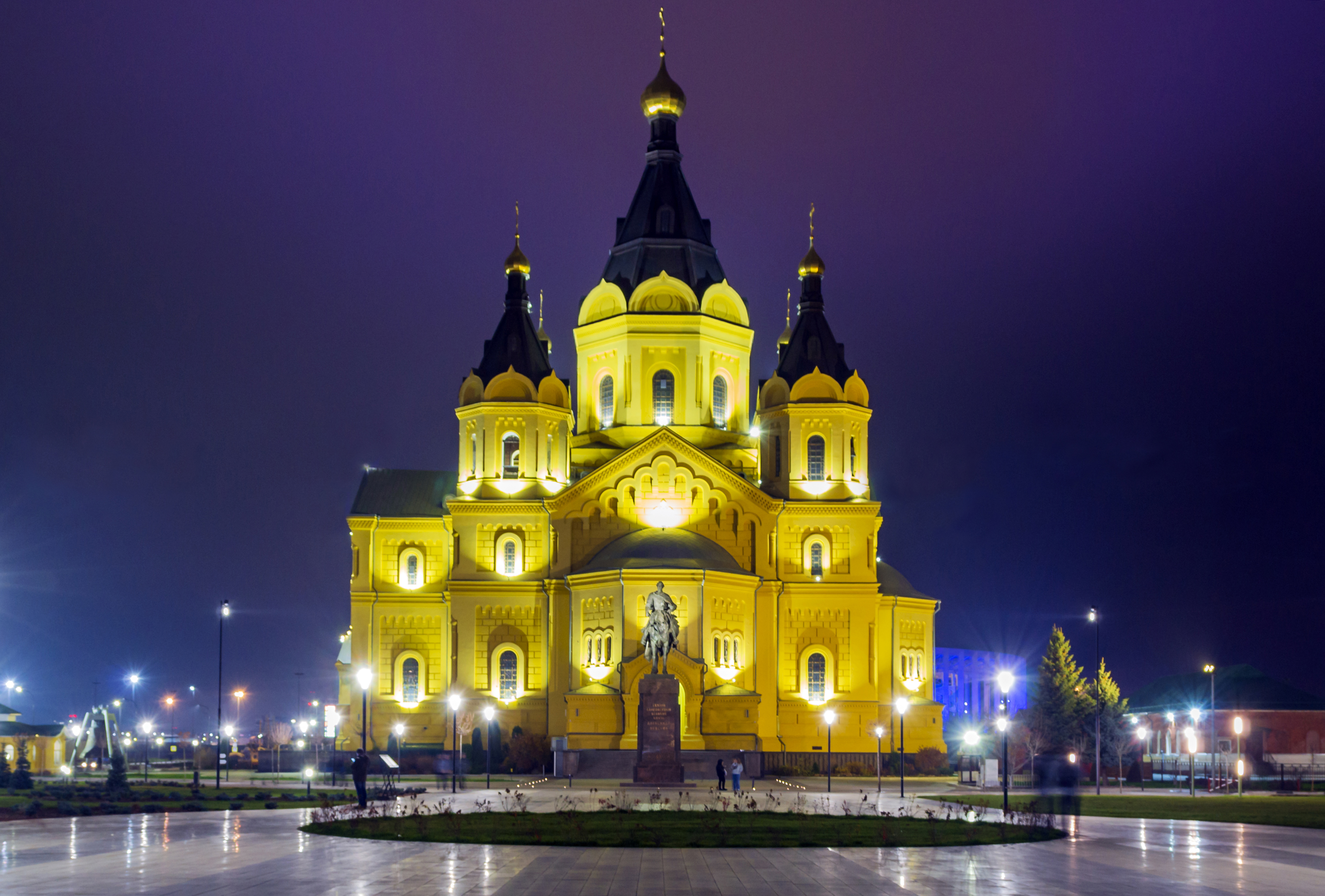
Catedral en la noche
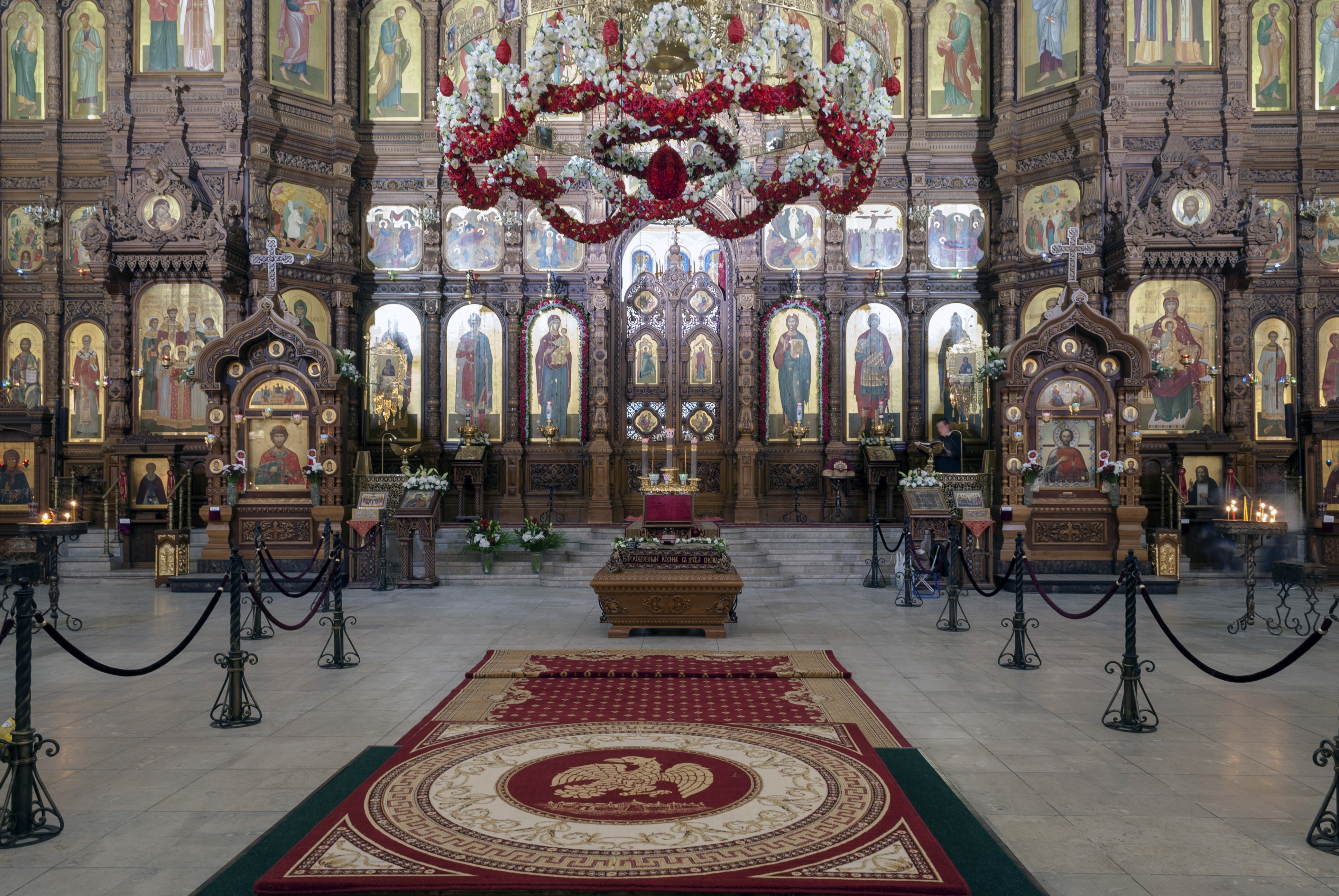
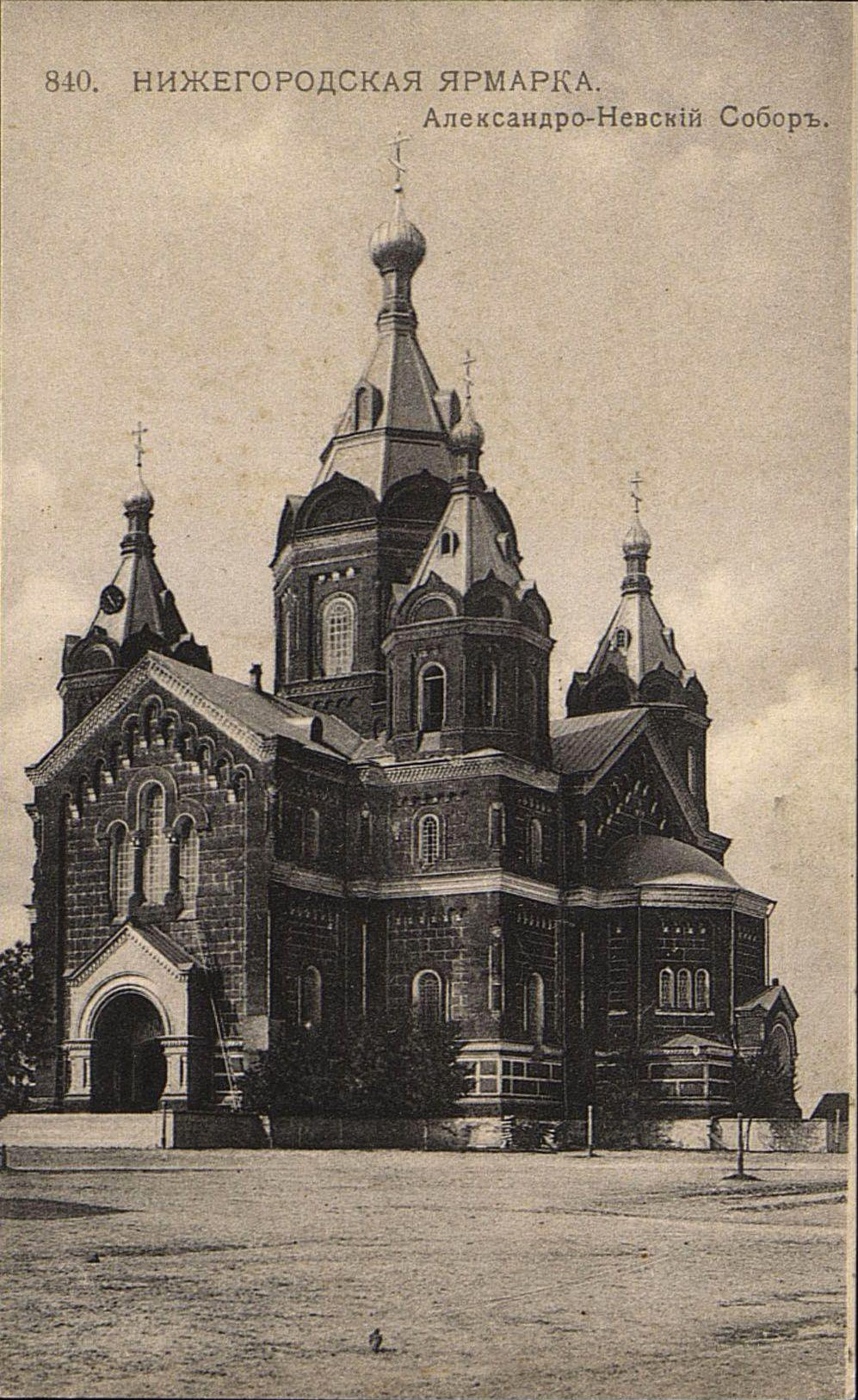